# أوزوالد إتش. جونسون
أوزوالد إتش. جونسون هو شخصية أعمال وسياسي أمريكي، ولد في 16 يناير 1912، وتوفي في 30 يوليو 1993. نشط حزبياً في الحزب الجمهوري. وقد انتخب عضو جمعية ولاية ويسكونسن ‏.